# Jason Rogers (schermidore)
Jason Nicholas Rogers (Houston, 14 aprile 1983) è uno schermidore statunitense, vincitore di una medaglia d'argento nella scherma ai Giochi olimpici.

## Palmarès
In carriera ha conseguito i seguenti risultati:
- Giochi olimpici:

Pechino 2008: argento nella sciabola a squadre.
- Giochi panamericani:

Santo Domingo 2003: oro nella sciabola a squadre e bronzo individuale.
- Campionati panamericani:

2007: bronzo nella sciabola individuale.